# チャイテン山
チャイテン山（西:Chaitén）とは、南アメリカ大陸の西部に存在する火山の1つである。

## 概要
チャイテン山は、チリ中部にある火山で、山頂の標高は1122m。チリの首都サンティアゴから南に約1300km離れた、アンデス山脈内に位置する流紋岩質でできた火山である。

2008年の噴火は約300年（一部の記事では9000年）ぶりの噴火とされ、このときの火山爆発指数は5だった。大量の火山灰を噴き上げ、火砕流を発生させたりした。総噴出量は約40億m3に及ぶ。

この噴火による人的被害はなかったが、火山灰による泥流を起こし、付近の建物に被害が出た。

## 2008年の噴火
- 5月2日、大噴火。大量の火山灰を含んだ噴煙は上空約30kmの成層圏まで噴き上がり、溶岩を流出。火砕流発生の恐れがあるとして近隣住民1500人避難。[3]翌3日には、地元のラジオ局によると、92歳の女性が心肺機能の問題を起こし死亡。[4]
- 5月6日、避難範囲を拡大し、さらに1800人が避難。
- 5月10日、チリの大統領（当時）であるミチェル・バチェレが被災地を観察。
- 7月- 火山活動が再び活発化する。

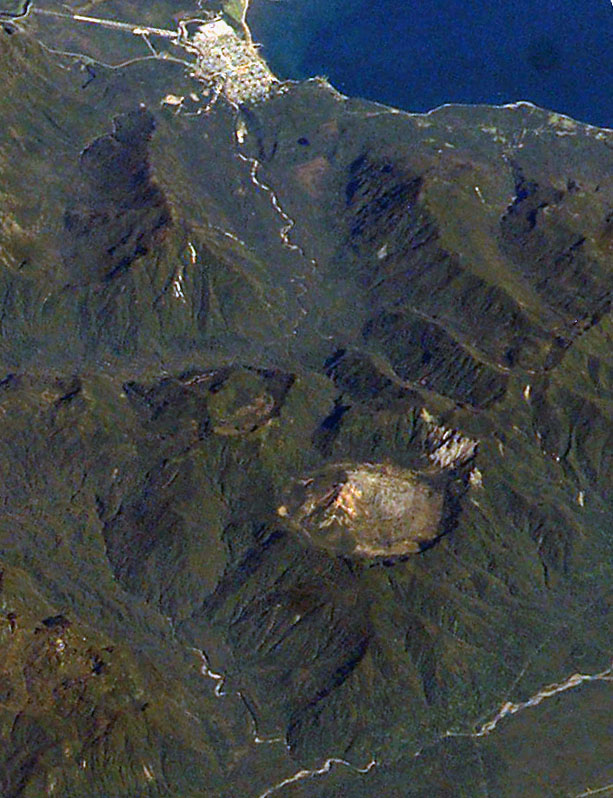
2003年
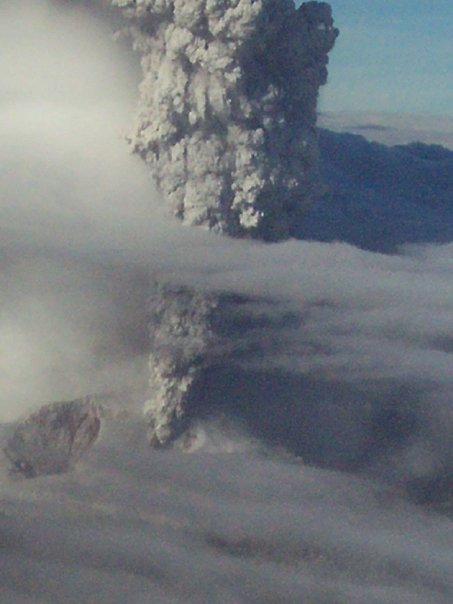
2008年5月
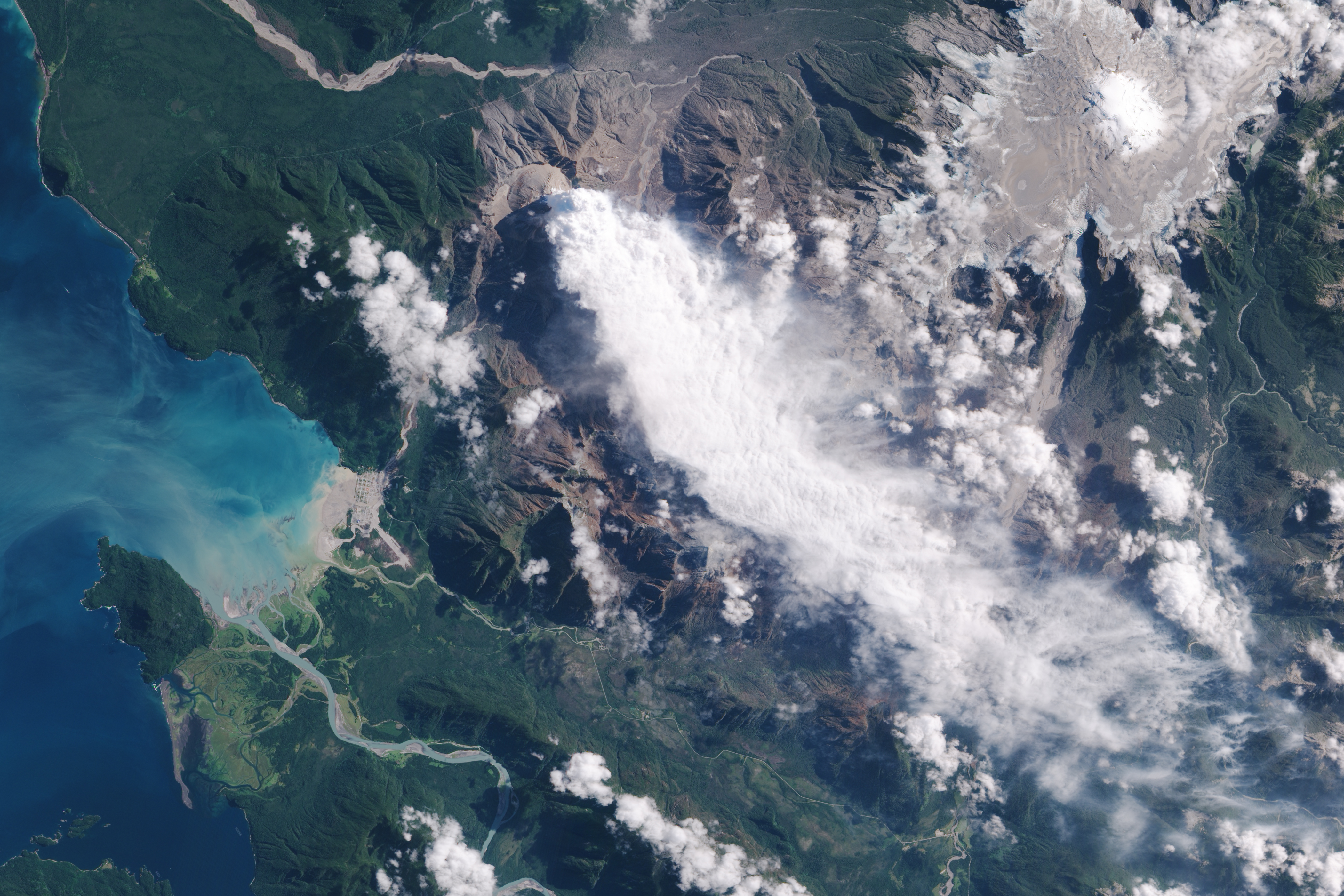
2009年
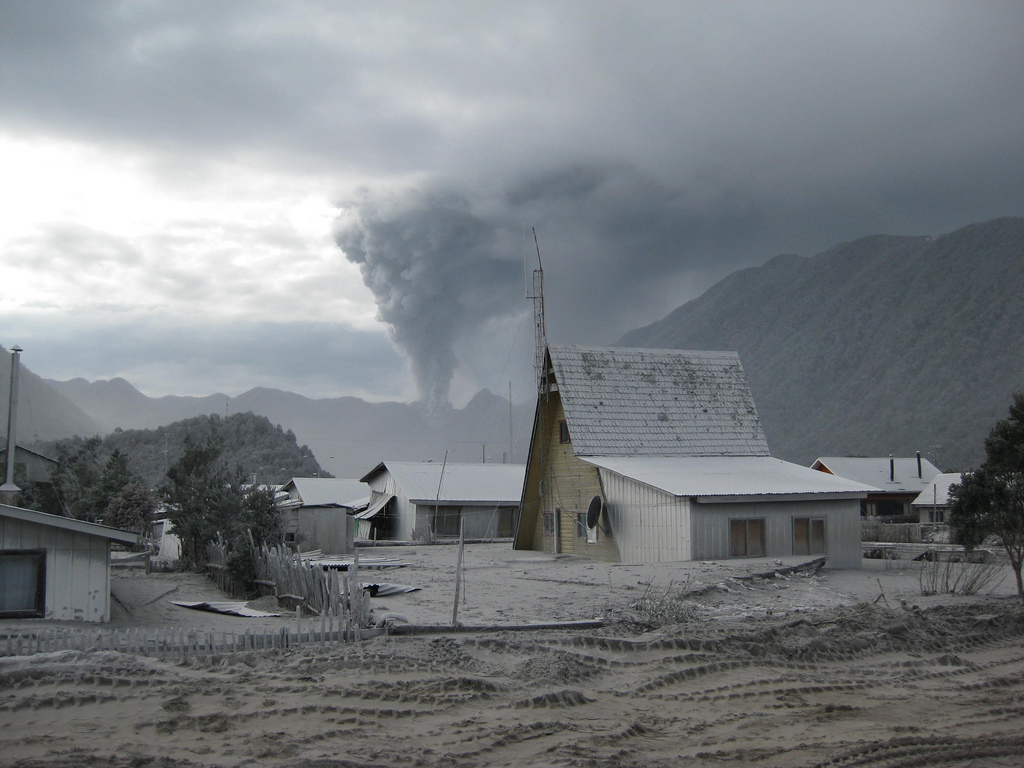
火山灰が降り積もった建物と噴煙を上げるチャイテン山、2008年6月